# Ільяна
Ільяна (ісп. Illana) — муніципалітет в Іспанії, у складі автономної спільноти Кастилія-Ла-Манча, у провінції Гвадалахара. Населення — 909 осіб (2010).
Муніципалітет розташований на відстані близько 70 км на схід від Мадрида, 55 км на південний схід від Гвадалахари.
На території муніципалітету розташовані такі населені пункти: (дані про населення за 2010 рік)
- Альгарга: 354 особи
- Ільяна: 555 осіб

## Демографія
Динаміка населення (INE ):

## Галерея зображень

Розташування муніципалітету у провінції Гвадалахара